# Montéeliten
Montéeliten är ett montélopp för varmblod som rids på Solvalla i Stockholm samma tävlingsdag som Elitloppet. Det är ett Grupp 2-lopp, det vill säga ett lopp av näst högsta internationella klass. Loppet reds från början över 2 140 meter, men sedan 2017 rids det över 1 640 meter med autostart. 2018 höjdes förstapriset till 300 000 kronor.
Första upplagan av Montéeliten reds 2005. Premiärupplagan vanns av Criks Hurricane, riden av Philippe Masschaele.

## Vinnare
| År   | Häst               | Ryttare                   | Tränare               | Vinnarodds | Vinnartid |
| ---- | ------------------ | ------------------------- | --------------------- | ---------- | --------- |
| 2025 | Kerry Love         | Jonathan Carré            | Mathieu Mottier       | 2,59       | 1.10,9    |
| 2024 | Vaprio             | Éric Raffin               | Alessandro Gocciadoro | 3,04       | 1.09,9    |
| 2023 | Vaprio             | Mathieu Mottier           | Alessandro Gocciadoro | 5,44       | 1.10,5    |
| 2022 | Florida Sport      | Mathieu Mottier           | Charles-Antoine Mary  | 1,36       | 1.09,8    |
| 2021 | Dreambreaker       | Matilde Herleiksplass     | Jean-Michel Bazire    | 4,70       | 1.09,8    |
| 2020 | Hambo Transs R.    | Michelle Mönster          | Paul J. P. Hagoort    | 15,47      | 1.10,5    |
| 2019 | Aigle Jenilou      | Jonathan Carré            | Henk A.J. Grift       | 8,81       | 1.11,3    |
| 2018 | Be Mine de Houelle | Marie Bacsich             | Franck Leblanc        | 6,94       | 1.09,8    |
| 2017 | Silverado Lux      | Romain Derieux            | Holger Ehlert         | 11,15      | 1.11,3    |
| 2016 | Be Mine de Houelle | Marie Bacsich             | Franck Leblanc        | 3,70       | 1.10,2    |
| 2015 | Torre Crepin       | Adrien Lamy               | Marie Bruno           | 2,63       | 1.10,0    |
| 2014 | Tsar de Houelle    | Sandra Svensson           | Franck Leblanc        | 2,32       | 1.11,8    |
| 2013 | Having Said That   | Christina Lindhardt       | Christian Lindhardt   | 29,67      | 1.11,2    |
| 2012 | Prince de Montfort | Éric Raffin               | Sébastien Guarato     | 1,12       | 1.10,9    |
| 2011 | Prince de Montfort | Antoine Wiels             | Sébastien Guarato     | 1,17       | 1.11,3    |
| 2010 | Prince de Montfort | Antoine Wiels             | Stefano Guarato       | 1,19       | 1.10,5    |
| 2009 | King Prestige      | Ludovic Mollard           | Henk A.J. Grift       | 3,66       | 1.13,4    |
| 2008 | Hot Tub            | Maxime Bezier             | Marcus Öhman          | 1,38       | 1.11,2    |
| 2007 | Knox Jenil         | Sandra Turunen            | Bent Svendsen         | 3,70       | 1.14,0    |
| 2006 | Simb Moonzoom      | Viktoria Strand Jorgensen | Jim Frick             | 2,61       | 1.15,2    |
| 2005 | Criks Hurricane    | Philippe Masschaele       | Jörgen Westholm       | 1,86       | 1.14,1    |